# Guy Haarscher
Guy Haarscher (Bruxelles, 1946) è uno scrittore e docente belga.

## Biografia
Professore della Libera Università di Bruxelles. Tra le sue opere si ricorda il libro "La Laïcité".
Presidente del Centre Perelman de Philosophie du Droit.

## Opere
- La Laïcité, 1996 (in più edizioni)
- La fantome de la libertè, 1997
- La philosophie du droit, 1998

### Fonti
- Olivier Roy, Islam alla sfida della laicità.